# Rauli Tsirekidze
Pour les articles homonymes, voir Tsirekidze.
Rauli Tsirekidze, né le 24 mai 1987 est un haltérophile géorgien.

## Palmarès

### Jeux olympiques
- 2012 à Londres
  - participation
- 2008 à Pékin
  - participation

### Championnats d'Europe
- 2013 à Tirana
  -  Médaille de bronze en moins de 85 kg. Disqualifié
- 2012 à Antalya
  -  Médaille d'or en moins de 85 kg.